# Hirschkofen
Hirschkofen ist ein Gemeindeteil der Gemeinde Feldkirchen im niederbayerischen Landkreis Straubing-Bogen.

## Lage
Das Kirchdorf Hirschkofen liegt am Hausmettinger Bach etwa eineinhalb Kilometer südwestlich von Feldkirchen.

## Geschichte
Abt Hermann von Niederaltaich übertrug 1268 dem Förster Konrad einen Klosterwald zu Hirschkofen mit der Auflage, den dortigen Wald innerhalb von zwei Jahren zu roden. Die Karmeliter zu Straubing kamen in Hyrschkofen im 15. Jahrhundert zu Güterbesitz. Auch das Kloster Gotteszell war seit dem 16. Jahrhundert in Hirschkofen begütert.
Der Ort gehörte in den Verzeichnissen von 1599, 1752 und 1785 zur Hauptmannschaft beziehungsweise Obmannschaft Salching im Landgericht Straubing. Im Konskriptionsjahr 1752 bestand Hirschkofen aus zehn Anwesen. 1808 wurde der Steuerdistrikt Hirschkofen gebildet. Mit der Entstehung der Gemeinden 1818/1821 kam Hirschkofen zur Gemeinde Feldkirchen.

## Sehenswürdigkeiten
- Filialkirche St. Bartholomäus. Das romanische Langhaus der mittelalterlichen Kirche wurde zur Barockzeit umgestaltet. Sie gehört zur Pfarrei St. Laurentius in Feldkirchen.